# Kinh tế Armenia
Armenia là nước có số dân đông thứ hai của Liên Bang Xô Viết trước đây. Nó nằm giữa Biển Đen và Biển Caspi, biên giới giáp với Gruzia, Azerbaijan, Iran và Thổ Nhĩ Kỳ.
Cho tới khi độc lập, kinh tế Armenia chủ yếu dựa vào nền công nghiệp với các sản phẩm  về hóa chất, điện tử, máy móc, thực phẩm chế biến, cao su nhân tạo, dệt may và phụ thuộc nhiều vào tài nguyên nhập khẩu. Nông nghiệp chiếm khoảng 20% cơ cấu nền kinh tế và thu hút 10% số lượng lao động trước khi Liên bang Xô viết tan rã năm 1991. Các sản phẩm mỏ địa chất của Armenia là đồng, kẽm, vàng, và chì. Đại đa số năng lượng có từ nguồn nhiên liệu nhập khẩu từ Nga, gồm gas và nhiên liệu hạt nhân (với một nhà máy điện hạt nhân); nguồn năng lượng chủ yếu trong nước là thủy điện. Một lượng nhỏ than, khí gas, và dầu mỏ vẫn chưa được khai thác.
Tương tự các quốc gia mới độc lập từ Liên bang Xô viết cũ khác, kinh tế Armenia phải đương đầu với di sản của một nền kinh tế kế hoạch hóa tập trung và sự tan vỡ của thị trường thương mại Xô viết truyền thống. Đầu tư và hỗ trợ của Xô viết vào ngành công nghiệp Armenia bị mất, vì thế chỉ một ít doanh nghiệp lớn chủ chốt còn hoạt động. Cùng với một loạt bất lợi do thiên tai và xung đột đã làm GDP giảm gần 60% từ năm 1989 tới năm 1993, đồng Dram của Armenia bị mất giá trong những năm đầu tiên sau khi được đưa vào lưu hành năm 1993.
Tuy nhiên, chính phủ đã đưa ra các biện pháp cải cách kinh tế ở quy mô lớn, làm giảm đáng kể lạm phát và ổn định tăng trưởng. Armenia đã đạt tăng trưởng kinh tế mạnh từ năm 1995. Sự tăng trưởng kinh tế ổn định đã giúp Armenia nhận được thêm sự giúp đỡ từ các định chế quốc tế. Quỹ Tiền tệ Quốc tế (IMF), Ngân hàng Thế giới, Ngân hàng Tái thiết và Phát triển châu Âu (EBRD), cùng nhiều định chế tài chính quốc tế khác (IFIs). Ngày 5 tháng 2 năm 2003, Armenia đã gia nhập Tổ chức Thương mại Thế giới.
Luật tự do đầu tư nước ngoài đã được thông qua tháng 6 năm 1994, Luật về Tư nhân hóa được thông qua năm 1997, cũng như một chương trình tư nhân hóa các tài sản nhà nước được kỳ vọng sẽ thúc đẩy nền kinh tế Armenia phát triển cùng với khả năng của chính phủ về tăng cường quản lý kinh tế vi mô, gồm cả tăng nguồn thu, cải thiện môi trường đầu tư, và chiến đấu chống tham nhũng. Năm 2005, Chỉ số Minh bạch Tham nhũng Quốc tế xếp hạng Armenia thứ 88, Tham nhũng nghiêm trọng. Lưu trữ ngày 16 tháng 2 năm 2006 tại Wayback Machine
Những năm gần đây tốc độ tăng trưởng GDP của Armenia tương đối cao. Năm 2021, tỉ lệ tăng trưởng GDP là 5,7%.GDP bình quân đầu người năm 2021 của Armenia là 4,670 USD.